# Marie-Christine Vernay
Pour les articles homonymes, voir Vernay.
Marie-Christine Vernay, née en 1954 à Lyon, est une journaliste et critique française, spécialiste de la danse (notamment contemporaine) travaillant pour le journal Libération. Elle est cofondatrice, en 2015, de la revue culturelle en ligne délibéré.

## Biographie
Marie-Christine Vernay commence sa carrière de journaliste dans la presse quotidienne régionale de la région Rhône-Alpes et se spécialise rapidement, à partir de 1980, dans la critique de l'actualité de la danse. Elle écrit dans le magazine Danser, puis dans l'édition locale lyonnaise de Libération à partir de 1986 avant d'intégrer la rédaction nationale du quotidien en 1992. Dès lors, elle est considérée comme l'une des principales critiques de danse en France, notamment dans le domaine de la danse contemporaine et du hip-hop. 
Après avoir quitté Libération en 2015, elle fonde avec René Solis et Édouard Launet la revue culturelle en ligne délibéré, au sein de laquelle elle publie des critiques de danse ainsi que la chronique « Chanson de gestes ».
L'humoriste Laurent Gerra cite régulièrement (et avec dérision) depuis le début des années 2000 des passages des articles de la journaliste dans sa chronique quotidienne sur RTL.

## Ouvrages
- La Danse hip-hop, éditions Gallimard, 1998,  (ISBN 9782070522156).
- Instinct de danse (chapitre « Compagnie Fattoumi-Lamoureux ») de Christophe Wavelet et Natacha de Pontcharrat, éditions En Vues / Émile Lansman, 1999  (ISBN 9782911966224).
- Le Hip-hop, éditions Actes Sud, 2011,  (ISBN 978-2330000424)